# KözTér (YouTube-csatorna)
A KözTér magyar közéleti-politikai fókuszú YouTube-csatorna, amely 2024 augusztusában indult el. A csatornát dr. Kurucz Dániel – a Fidelitas volt budapesti elnöke – alapította Meruk Marcell, Antal Adrián és Kelemen Karolina közreműködésével. A KözTér életút-interjúkat, dokumentumfilmeket és heti rendszerességű aktuálpolitikai beszélgetéseket tesz közzé videós formában. Elindulásától kezdve a csatornát a sajtó a Partizán jobboldali alternatívájaként emlegette.

## Történet
2024 márciusában a sajtóban jelentek meg az első hírek arról, hogy a kormányközeli média egy új, KözTér nevű YouTube-csatorna indítására készül a közelgő európai parlamenti és önkormányzati választási kampányra. A KözTér megjelenését a magyar médiában élénk figyelem és vegyes vélemények kísérték. A csatornát indulásától kezdve gyakran nevezték a Partizán kihívójának vagy "ellen-Partizánnak", utalva ezzel arra, hogy tematikájában hasonló, de politikai értékrendjében kiegyensúlyozottabb, a jobboldali nézőket is megszólító fórumnak szánják. Több médium – köztük a HVG360 és a 444.hu – a KözTér indulását egyfajta kormánypárti médiakezdeményezésként értelmezte, amelynek célja ellensúlyt képezni a baloldali újmédiában sikeres Partizánnal szemben. Ugyanakkor a csatorna szerkesztői igyekeztek ezt a narratívát árnyalni: például a Telex arról írt, hogy a KözTér alapítói deklaráltan nyitottak minden oldal felé, és szeretnék, ha a műsoraikban „békében megférnének egymás mellett” a különböző nézőpontok.
A KözTér indulása a tervezetthez képest több hónapot késett. Végül 2024. augusztus 6-án 19 órakor jelentkezett az első adás, Süveg Márk Saiid, az Akkezdet Phiai hiphopzenekar rappere volt a vendég. A csatorna vendégei között szerepelt azóta már többek között: Sára Gergely (6363), Karácsony Gergely, Ungár Péter és Orbán Balázs, Demeter Szilárd, Vitézy Dávid, Janklovics Péter, Gálvölgyi János, Ugron Zsolna és Lovasi András is.
A Mi folyik itt? című véleményműsor 2025 májusában az Index felületeire költözött. A műsor műsorvezetője Kelemen Karolina.

## Eddigi műsorok
- KözBeszéd
- KözÉlet
- KözVélemény
- KözPont
- KözÉrdek
- Mi folyik itt?

## Csapat és működés
A csatorna alapító főszerkesztője dr. Kurucz Dániel, aki egyben az egyik állandó műsorvezető is. Kurucz a projekt elindítása előtt a kormánypárti ifjúsági szervezet, a Fidelitas budapesti elnökeként vált ismertté. A csatorna indulásakor Kurucz célja az volt, hogy a magyar közéletben tapasztalható megosztottságot enyhítse, és egy olyan “demilitarizált” platformot hozzon létre, ahol kormánypárti és ellenzéki szereplők egyaránt szívesen megszólalnak. A műsorvezetői és szerkesztői csapatban Kurucz mellett részt vesz Meruk Marcell, aki kreatív produceri feladatokat lát el, Antal Adrián, valamint Kelemen Karolina. Ő vezeti a hetente jelentkező Mi folyik itt?! című közéleti kerekasztal-beszélgetést.
A csatorna finanszírozása vegyes forrásokra támaszkodik. Kurucz Dániel elmondta, hogy a YouTube-partnerprogram bevételei mellett befektetői támogatást is élvez a KözTér, akik bíznak abban, hogy “értékes és értelmes” tartalmat fognak tudni előállítani. A KözTér működtetői hangsúlyozzák ugyanakkor, hogy a platform politikailag független, és minden oldallal kritikus, illetve minden véleménynek teret ad – szemben a kizárólag egyik politikai tábort bíráló médiumokkal.